# Cultrun

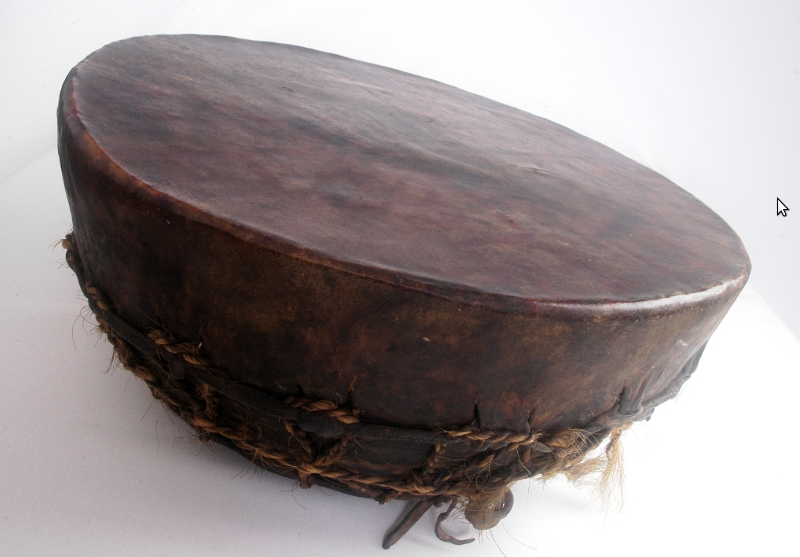
Cultrun. Collezione Museo Azzarini.

Il cultrun è uno strumento a percussione utilizzato dai mapuche in Cile.

## Ruolo nella cultura mapuche
Il cultrun è un tamburo cerimoniale e lo strumento musicale più importante nella cultura mapuche. È usato dal machi (guaritore o stregone) per rituali religiosi e culturali. Viene altresì impiegato durante il rito annuale della fertilità di Ngillatun.
Le sue misure vanno approssimativamente da 35 a 40 cm di diametro e da 12 a 15 cm d'altezza. Il corpo è in legno di alloro o faggio, tagliato in inverno per evitare spaccature.
Il cultrun può venire suonato in due modi diversi: tenuto in mano e colpito con una bacchetta oppure appoggiato a terra e suonato con due bacchette.